# Vaughan
Vaughan é uma cidade localizada na província canadense de Ontário. A sua área é de 375,3 km², sua população é de 182 022 habitantes, e sua densidade populacional é de 485 hab/km² (segundo o censo canadense de 2001). A cidade foi fundada em 1782, e incorporada em 1991.